# Vienne-en-Val
Vienne-en-Val település Franciaországban, Loiret megyében. Lakosainak száma 1965 fő (2022. január 1.). Vienne-en-Val Férolles, Marcilly-en-Villette, Ménestreau-en-Villette, Ouvrouer-les-Champs, Sandillon, Sennely és Tigy községekkel határos.

## Népesség
A település népessége az elmúlt években az alábbi módon változott:
| Lakosok száma | 565  | 1463 | 1481 | 1692 | 1960 | 1944 | 1942 | 1939 | 1938 | 1965 |
|               | 1968 | 1982 | 1990 | 2006 | 2013 | 2015 | 2017 | 2019 | 2020 | 2022 |